# Beberstedt

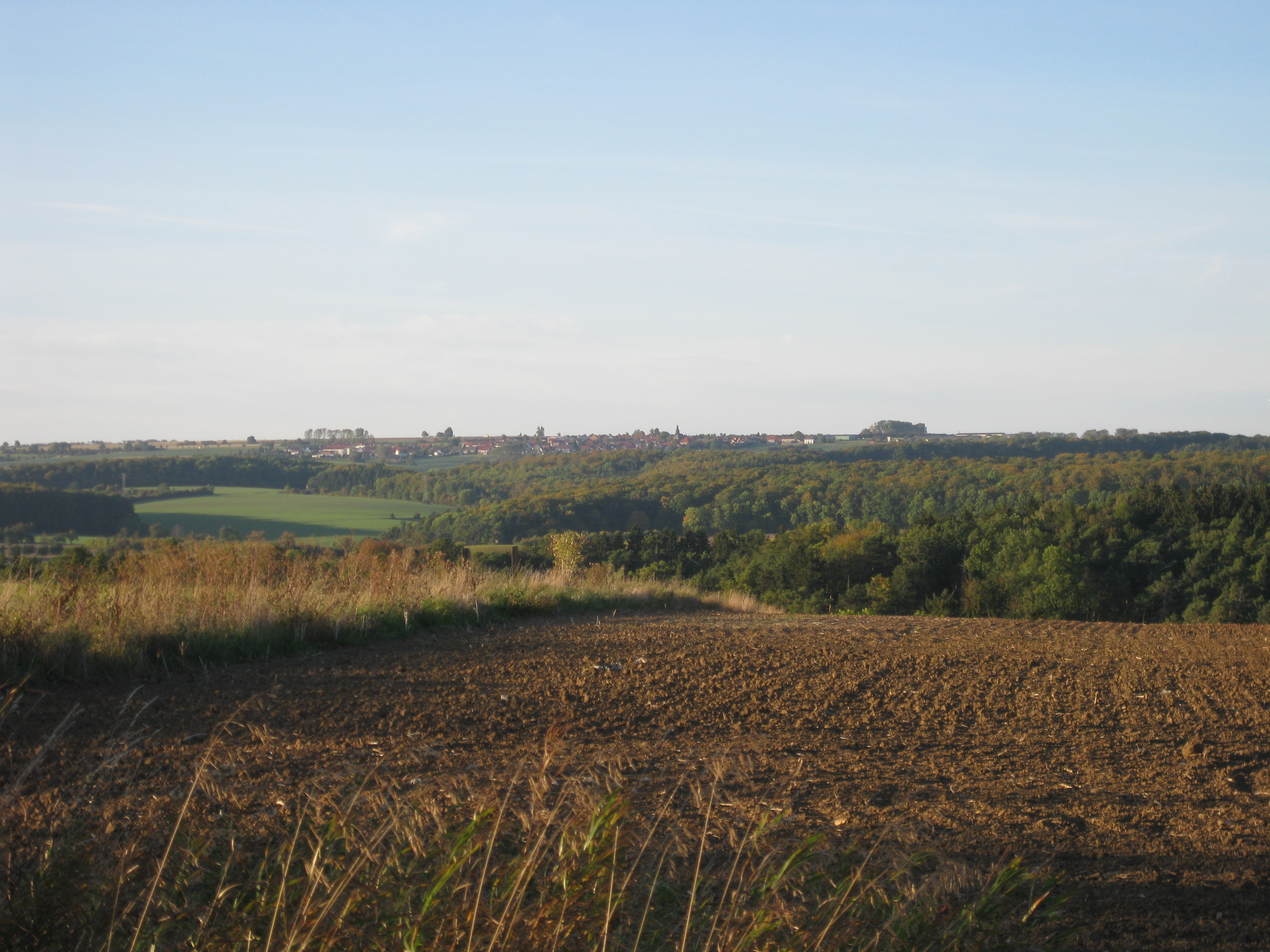
Beberstedt am Rande des Dünplateaus von Süden gesehen

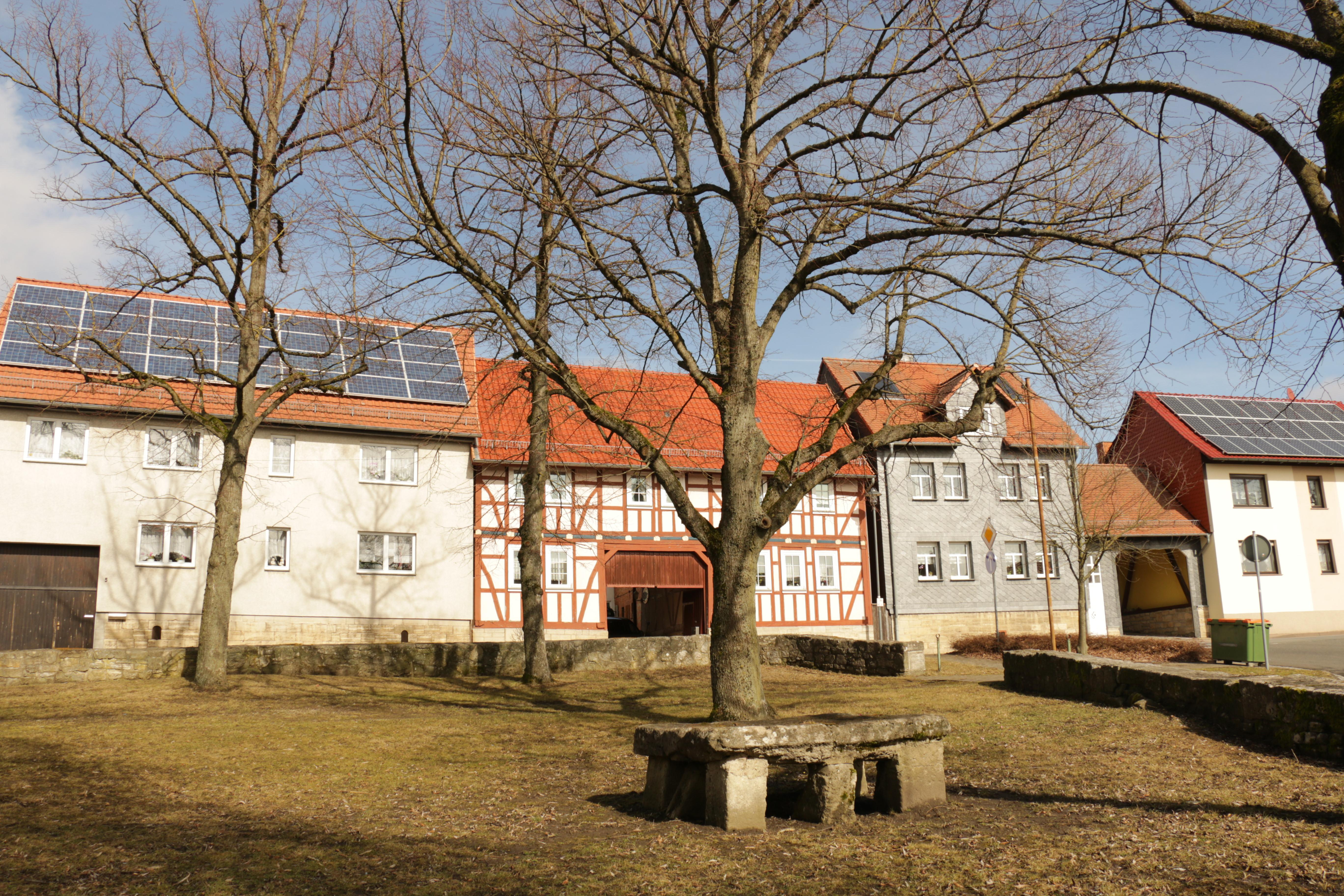
Beberstedt, Anger mit Linden und steinernem Tisch.

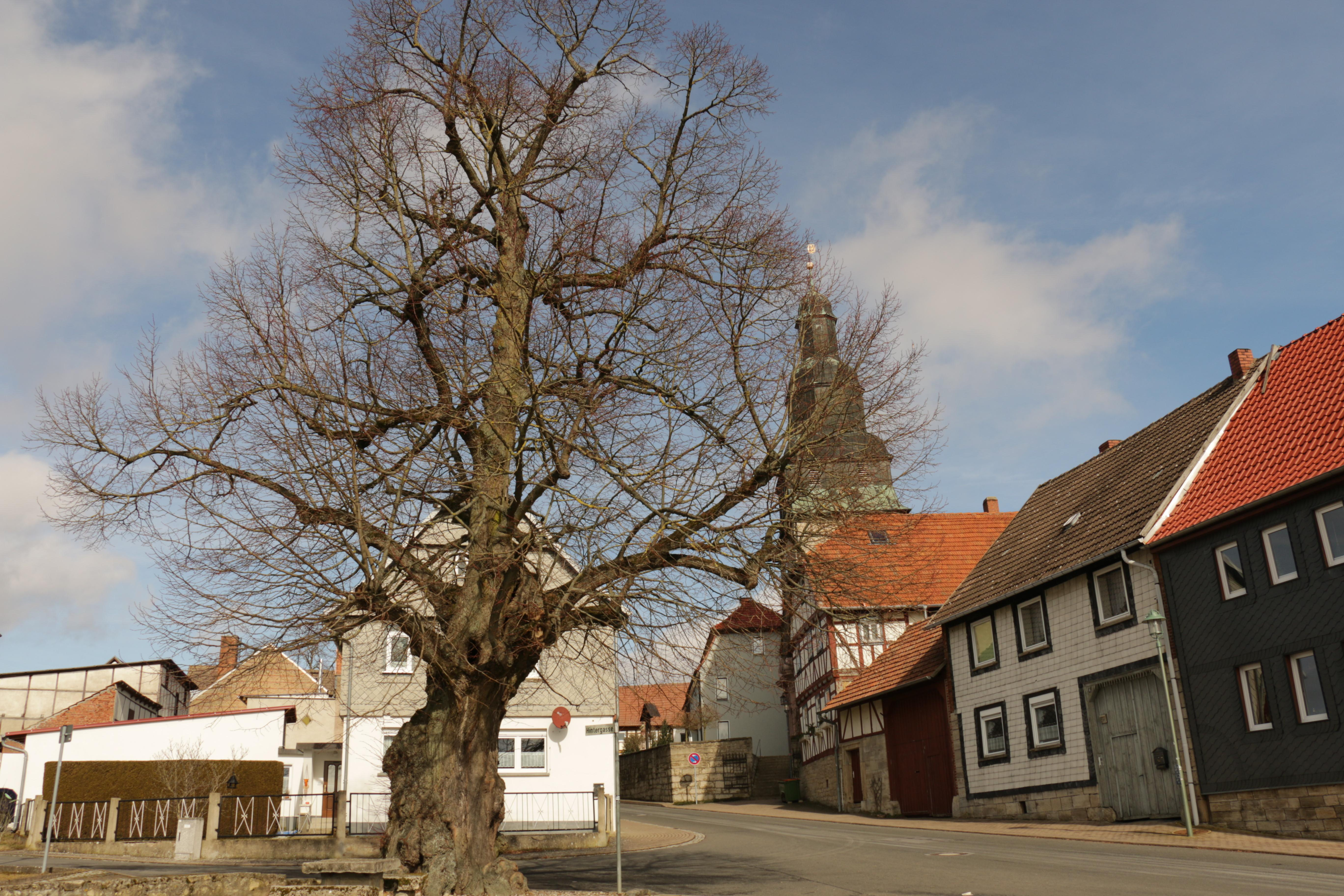
Beberstedt, Schulplan mit alter Linde, im Hintergrund mit barocker Martins-Kirche.

Beberstedt ist ein Dorf am Rande des Obereichsfelds und gehört verwaltungsmäßig als Ortsteil zur Stadt und Landgemeinde Dingelstädt im Landkreis Eichsfeld in Thüringen.

## Lage
Beberstedt befindet sich mit seiner Gemarkung auf der oberen Südabdachung des Dün ca. 7 km westlich von Dingelstädt und etwa 11 Kilometer nördlich von Mühlhausen. Die Landesstraße 2043 verbindet den Ort mit den umliegenden Gemeinden. Geologisch liegen meist Böden der Muschelkalkverwitterung vor.
Die höchste Erhebung ist der Hellborn (493,4 m) nordwestlich von Beberstedt. Der Name Hellborn (oder auch Hellhorn) könnte eine Ableitung von Helbeborn sein, einem Fluss mit Quellgebieten auf dem Dün und der Hainleite. Eine Quelle ist auf der Höhe nicht vorhanden, lediglich auf der Ostseite beginnt eine Senke in östlicher Richtung nach Hüpstedt und Keula. Weiter in östlicher Richtung führt diese Senke zum Helbetal, von wo die Helbe ins Thüringer Becken fließt. Diese Senke bildet als Trockental den westlichen Quellarm der Helbe, der nur in niederschlagsreichen Zeiten Wasser führt. Der niedrigster Punkt der Gemarkung (358,2 m) befindet sich im Schneidertal an der südlichen Ortsgrenze.

## Geschichte
Im März 1191 wurde das Dorf erstmals urkundlich erwähnt. Eine frühere Besiedlung durch Angehörige des Volksstammes der Angeln wird angenommen. Der Name könnte als Stätte eines Bebo gedeutet werden. Die örtlichen Besitztümer des Grafen Ernst von Velsecke, gelangten 1209 durch Verpfändung an das Kloster Reifenstein. Von 13. Jahrhundert bis 1803 oblag Reifenstein das Patronat über den Ort deren Patres auch die Pfarrei bestellten. Dennoch besaß ab dem 13. Jahrhundert das Kloster Gerode sowie ab dem 14. Jahrhundert die Zisterzienserinnenabtei Breitenbich Grundeigentum in Beberstedt.
Über Jahrhunderte war der Ort trotz ungünstiger Boden- und Klimabedingungen durch die Landwirtschaft geprägt. Ab dem 18. und 19. Jahrhundert kamen verschiedene Handwerkszweige und kleinere Betriebe der Weberei und Zigarrenfertigung hinzu. Der Ort gehörte ursprünglich zum kurmainzischen Eichsfeld. 1802/03 kam er mit diesem zu Preußen. Beberstedt gehörte von 1807 bis 1813 zum Kanton Dingelstädt im Königreich Westphalen und von 1815 bis 1945 zum preußischen Landkreis Mühlhausen i. Th., welcher dann dem Land Thüringen angegliedert wurde. Von 1913 bis 1947 war Beberstedt an die Bahnstrecke Silberhausen–Hüpstedt mit einem eigenen Bahnhof angeschlossen.
Am 1. Januar 1994 schlossen sich die Gemeinden Beberstedt, Hüpstedt und Zaunröden zur neuen Gemeinde Dünwald zusammen.
Als Ergebnis einer Bürgerbefragung wurde die Gemeinde Dünwald am 1. Januar 2023 aufgelöst. Beberstedt wurde dadurch ein Stadtteil Dingelstädts und wechselte damit vom Unstrut-Hainich-Kreis in den Landkreis Eichsfeld.

### Adelsgeschlechter in Beberstedt
In Beberstedt waren im Mittelalter verschiedene Adelsgeschlechter begütert, wie die Ritter von Tastungen und von Knorre bzw. Uder im 13. Jahrhundert. Die Grafen von Tonna bzw. Gleichenstein besaßen als Lehnsherren umfangreiche Güter und Rechte in Beberstedt, ehe sie 1253 das Dorf Beberstedt und weitere Orte dem Kloster Reifenstein schenkten, nebst aller Gerichtsbarkeit. Nach dem Ort benannte sich auch eine adlige Familie. Inwieweit die hier ansässigen Adelsfamilien mit der bei Beberstedt gelegenen Brandenburg (vermutete Burganlage) in Verbindung standen, ist nicht bekannt.
Folgende Herren von Beberstedt sind bekannt:
- im Jahr 1191 und nochmals 1209 wurde mit Wicknandus de Befestide bzw. Bertoldus Giselherus Wiknandus erstmals ein Angehöriger als Zeuge in Urkunden erwähnt[10]
- 1258 wurde Ritter Heinrich von Beberstedt genannt, der ein eigenes Siegel besaß
- nach 1260 verkauft Johannes von Beberstedt all seine Güter in Beberstedt und Azelrode dem Kloster Reifenstein, vermutlich haben sie beberstedt danach verlassen
- 1281 verzichtet in einem Vergleich bei Thamsbrück sein Sohn Johann von Beberstedt gegenüber dem Kloster Reifenstein auf strittige Ansprüche[11]
- 1278 unterzeichnet der Magister Bertoldus eine Urkunde zur Beilegung eines Streites zwischen dem Kloster Reifenstein und der Lazariten-Komturei Breitenbich wegen Güter in Elberingerode
- 1304 verwaltet P. Heinrich von Beberstedt das Steinerne Haus im Unterdorf für das Kloster Reifenstein.

## Sehenswürdigkeiten
- Römisch-katholische Kirche St. Martinus, sie wurde von 1700 bis 1702 erbaut und besitzt eine Barockausstattung.
- Dorfanger mit Brunnenstube, alten Linden und steinernem Tisch
- Naturdenkmal Drei Linden
- Mühlhäuser Landgraben an der südlichen Gemeindegrenze
- Aussicht vom Hellborn ins obere Unstruttal und bis zum Brocken und Inselsberg

## Wallfahrt
Zum Fest Maria Himmelfahrt gibt es seit über 250 Jahren eine Wallfahrt zum Rosenkranzaltar in der Kirche von Beberstedt. Ob die Wallfahrt vom nahen Kloster Reifenstein initiiert wurde, ist nicht belegt. Mit der Wallfahrt verbunden ist eine Segnung von Kräutern und Blumen, die sogenannte Kräuterweihe.

## Sonstiges
Beberstedt ist eines der wenigen Dörfer, die noch einen Dorffunk besitzen, über den kommunale Bekanntmachungen erfolgen.